# Crime Patrol (computerspel)
Crime Patrol is een first-person live-action interactieve film van American Laser Games. Oorspronkelijk kwam het spel uit in 1993 als arcadespel. Later werd het geporteerd naar diverse andere systemen: DOS, Cd-i, 3DO, Sega Saturn, Sega Mega-CD en Laserdisc. In 2000 werden de rechten van het spel opgekocht door Digital Leisure. Zij brachten het spel opnieuw uit voor een dvd-speler. In deze versie zijn de film- en geluikdskwaliteit opmerkelijk beter.

## Verhaal
De speler wordt als beginnend agent aangeworven bij de Amerikaanse politie. Het is de bedoeling dat de speler promoveert tot hij lid wordt van de Delta Force. Daarvoor dient hij diverse bedreigingen zien te voorkomen. Als agent wordt hij begeleid door een vrouw en gaan ze op pad om tasjes- en kruimeldieven te betrappen. Nadat de speler promoveert, gaat hij undercover en is zijn collega een man. Ze infiltreren in het drugsmilieu en komen terecht in nachtclubs, stapelplaatsen en luchthavens. In de SWAT-levels zijn bankovervallers en terroristen de vijanden. Bij de Delta Force gaat de speler ten strijde tegen allerhande criminelen die de staatsveiligheid in gevaar brengen zoals kapingen van nucleaire transporten of vliegtuigen. In elke rang dient de speler drie missies uit te spelen. Na de derde level van de Delte Force-eenheid start een finalelevel waarin een bende plutonium tracht te stelen.

## Spelbesturing
In het originele arcadespel gebeurt de besturing met een lichtpistool. In de versie voor Cd-i, 3DO en pc gebeurt de besturing met de computermuis of een additioneel lichtpistool om de doelwitten te raken. De dvd-versie gebruikt de afstandsbesturing als invoerapparaat.
Om het wapen bij te laden, dient men te schieten buiten het speelveld. Er is geen beperking op de munitie. De speler heeft drie levens.